# Typhlodromus cannabis
Typhlodromus cannabis är en spindeldjursart som beskrevs av Ke och De-Yu Xin 1983. Typhlodromus cannabis ingår i släktet Typhlodromus och familjen Phytoseiidae. Inga underarter finns listade i Catalogue of Life.